# Meleon solitaria
Meleon solitaria är en spindelart som först beskrevs av Roger de Lessert 1927.  Meleon solitaria ingår i släktet Meleon och familjen hoppspindlar. Inga underarter finns listade i Catalogue of Life.